# 徐沟城隍庙
徐沟城隍庙，位于山西省太原市清徐县徐沟镇西北坊村，老城西北角的县前街，西邻一墙之隔为徐沟文庙，东邻为真武庙遗址，现为清徐县土产日杂公司徐沟收购站。

## 历史
徐沟城隍庙是原徐沟县的城隍庙，始建于金大定年间，明代曾多次重修。规模宏大。1950年代被征用，改为公社粮仓而得以幸存，年久失修。2002年由文管所收回。

## 建筑
徐沟城隍庙原包括栖霞楼、大殿、寝宫及两侧的钟鼓楼、配殿等29间。
栖霞楼（乐楼）为戏台兼山门，重建于明成化十一年（1475年），高15米，面阔三间，进深两间，三重檐歇山顶。两侧为钟鼓楼，二层十字歇山顶。
城隍庙正殿面阔五间，悬山顶。
后院的寝宫面阔三间。
由于文管部门资金不足，无力维护，徐沟城隍庙仅存基本格局，建筑单体的损坏和人为改造相当严重，多处开裂坍塌。
栖霞楼已经重修。

## 保护
1983年8月17日，徐沟城隍庙公布为第一批太原市文物保护单位。2016年6月6日，徐沟城隍庙公布为第五批山西省文物保护单位，编号5-21。